# Ведлер, Луна
Луна Ведлер (Luna Sofia Wedler; род. 26 октября 1999, Бахенбюлах, Цюрих, Швейцария) — швейцарская актриса театра и кино.

## Карьера
Луна впервые сыграла в кино раньше, чем получила актёрское образование: в 2015 году в картине «Amateur Teens». Ей было 14 лет, когда она подала заявку на съёмку, ни на что не надеясь. С тех пор Луна снимается в кино и сериалах. А с 2016 по октябрь 2018 года Луна посещала европейскую школу киноактёров в Цюрихе. 
Свою первую главную роль она сыграла в фильме «Синева внутри меня» в 2017 году. В следующем году она исполнила роль Рокси в музыкальной комедии «Самая красивая девушка в мире», а также сыграла в драме «Полночный бегун». 
23 января 2020 года в российский прокат вышла романтическая мелодрама «Так близко к горизонту», снятая по одноимённому автобиографическому бестселлеру писательницы Джессики Кох. Именно её в фильме сыграла Луна. 

## Награды
- 2018: Премия EFP Shooting Star (Берлинский кинофестиваль)
- 2018: Премия Swiss Film Award в категории «Лучшая актриса» за роль в фильме «Blue my Mind»
- 2018: Премия Гюнтера Рорбаха (за роль в романтической комедии «Самая красивая девушка в мире» (Das schönste Mädchen der Welt))
- 2019: премия «Новые лица» в категории «Лучшая молодая актриса» за роль в комедии «Самая красивая девушка в мире» (Das schönste Mädchen der Welt))

## Фильмография
- 2023 — Объясни мне, любовь / Ingeborg Bachmann – Reise in die Wüste (Марианна Ойлер)
- 2023 — Весь невидимый нам свет / All the Light We Cannot See (Ютта Пфенниг)
- 2022 — Лесной разбойник / Der Räuber Hotzenplotz (фея Амариллис)
- 2021 — История моей жены (Грета)
- 2021 — Я — Карл (Макси)
- 2020 — Биохакеры (Миа)
- 2019 — Beast (Зои)
- 2019 — Auerhaus (Вера)
- 2019 — Так близко к горизонту / Dem Horizont so nah (Джессика Кох)
- 2018 — Полночный бегун / Der Läufer (Лаура)
- 2018 — Самая красивая девушка в мире / Das schönste Mädchen der Welt (Рокси)
- 2017 — Flitzer (Элиза)
- 2017 — Синева внутри меня / Blue My Mind  (Миа)
- 2017 — Zwiespalt (ТВ) (Серайна Бергер)
- 2016 — Лина / Lina (ТВ) (Валери)
- 2015 — Amateur Teens (Милена)
- 2015 — Команда / The Team (Клаудиа Вайс)